# Дом Смолиных (Звенигород)
Дом Смолиных (Глухаревых) — жилой дом, построенный в XIX веке в Звенигороде купеческой династией Смолиных.

## История
Здание было построено в XIX веке Смолиными на пересечении улиц Московской и Пролетарской.
К 1875 году на нижнем этаже дома Смолиных помещается трактирное заведение отставного унтер офицера Никифора Кондратьева. В 1888 году Надежда Алексеевна Глухарева просит разрешение на исправление купленного с аукциона каменного двухэтажного дома принадлежавшего прежде наследникам Смолиным. В том же году супруг Надежды Алексеевны купец 2 гильдии Никита Глухарев просит разрешения на открытие в следующем году в доме гостиницы, но акцизный надзиратель подаёт протест, ссылаясь на то, что дом находится на расстоянии 36 сажень от храма, что меньше предусмотренных 40 саженей. Глухарев парирует, что данный закон принят по отношению к трактирам, а он обязуется не торговать вином в гостинице. Городская дума поддерживает купца: «в г. Звенигороде не существует приличных помещений для лиц приезжающих, тем более, что вход в предполагаемую гостиницу имеется не с лицевой стороны дома, а с боку онаго, выходящий на Дворянскую улицу». С этими условиями в апреле 1889 года Глухарев получил разрешение на устройство в доме гостиницы.
В 1910 году у дома та же владелица. После революции, по свидетельству Н. А. Краснова, в доме в 1917 году был «Народный дом», где наряду с манежем проходили важные собрания в Звенигороде. Там же помещалась (на 2 этаже) городская и районная библиотека (примерно до 1930 года). В первом этаже дома помещались кружки танцевальный, драматический и другие. Позже, в 1950-1960, здесь был ресторан.